# Бухтояров, Игорь Иванович
Игорь Иванович Бухтояров (род. 6 февраля 1975, Новосибирск) — российский хоккеист, нападающий, тренер.

## Биография
Воспитанник новосибирского хоккея. Играл за команды «Сибирь» Новосибирск (1991/92 — 1999/2000, 107 матчей в четырёх сезонах МХЛ и Суперлиги), «Мотор» Барнаул (1999/2000), «Энергия» Кемерово (1999/2000, 2005/06 — 2006/07), «Шахтёр» Прокопьевск (2000/01, 2008/09), «Янтарь» Северск (2001/02 — 2002/03), «Зауралье» Курган (2003/04), «Спутник» Нижний Тагил (2004/05 — 2005/06), «Иртыш» Павлодар (чемпионат Казахстана-2009/10, два матча), «Кристалл» Бердск (2009/10).
С 2013 года — тренер в школе «Сибири». Игрок любительского ХК «Кубометр» в Сибирской хоккейной лиге.
Сын Тимофей (род. 1999) несколько лет в хоккей играл в низших лигах.